# Piotr Bolótnikov
Piotr Bolótnikov   (Mordòvia, 8 de març de 1930 - Krasnoslobodsk i Moscou, 20 de desembre de 2013) fou un atleta rus, especialista en curses de fons, que va competir sota bandera de la Unió Soviètica durant les dècades de 1950 i 1960.
El 1956 va prendre part en els Jocs Olímpics d'Estiu de Melbourne, on disputà dues proves del programa d'atletisme. Fou novè en la cursa dels 5.000 metres i setzè en els 10.000. Quatre anys més tard, als Jocs de Roma, guanyà la medalla d'or en els 10.000 metres del programa d'atletisme. La seva tercera, i darrera participació en uns Jocs fou el 1964, a Tòquio, on aconseguí una discreta vint-i-cinquena posició en els 10.000 metres.
En el seu palmarès també destaquen dues medalles al Campionat d'Europa d'atletisme de 1962, d'or en els 10.000 metres i de bronze en els 5.000 metres, i una medalla d'or en els 10.000 metres al Festival Mundial de la Joventut i els Estudiants de 1957. També guanyà tretze campionats nacionals, cinc en els 5.000 metres (1958 a 1962), set en els 10.000 (1957 a 1962 i 1964) i un en camp a través (1958). El 1960 va rebre l'Orde de Lenin. Entre 1960 i 1963 va posseir el rècord del món dels 10.000 metres.
Una vegada retirat, el 1965, exercí d'entrenador fins al 1985.

## Millors marques
- 1.500 metres. 3' 46.0" (1961)
- 3.000 metres. 8' 00.8" (1959)
- 5.000 metres. 13' 38.2" (1960)
- 10.000 metres. 28' 18.1" (1962)[6][8]